# سوفیا ماتسون
سوفیا ماتسون (به انگلیسی: Sofia Mattsson؛ زادهٔ ۱۱ نوامبر ۱۹۸۹) یک کشتی‌گیر آزادکار اهل سوئد است.
از افتخارات وی می‌توان به کسب مدال برنز وزن ۵۳ کیلوگرم در بازی‌های المپیک تابستانی ۲۰۱۶ اشاره کرد. وی سابقه حضور در المپیک ۲۰۲۰ توکیو را دارد.